# Melena del Sur

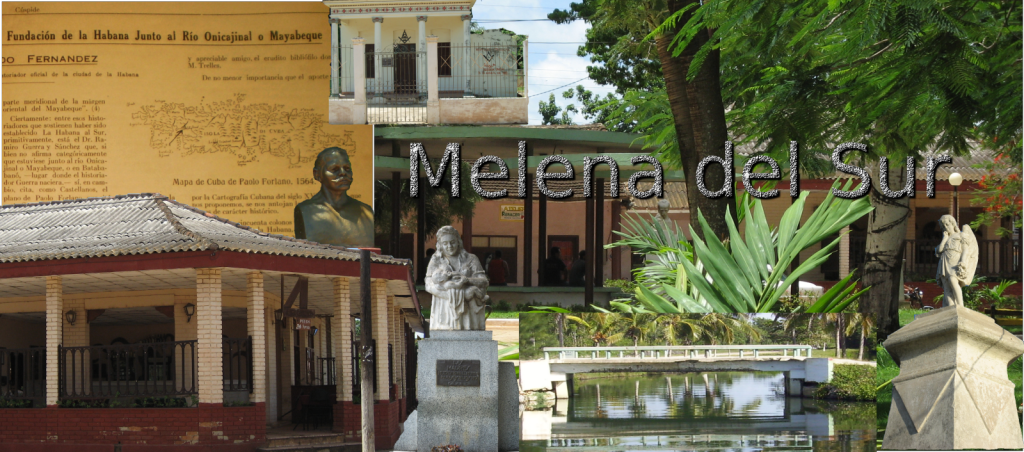
Melena del Sur

Melena del Sur es uno de los once municipios de la Provincia de Mayabeque en Cuba y está ubicada al sur de esta localidad.  Limita al norte y noroeste con San José de las Lajas, al este con el municipio de Güines, al oeste con Batabanó y al sur la Ensenada de la Broa; bañan sus costas las aguas del Golfo de Batabanó donde se encuentra la Playa Mayabeque y desemboca uno de los afluentes del Río Mayabeque también conocido como Onicajinal Mayabeque que destaca por ser uno de los ríos más caudalosos del país.

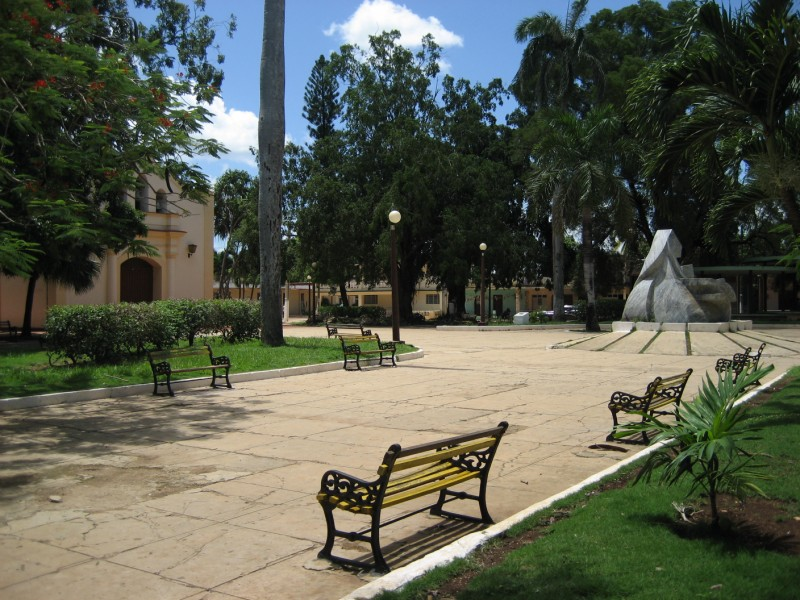
Vista del Parque municipal. Al fondo y a la izquierda el templo de la Iglesia Católica fundada en el 1799 y cuyo santo patrón es la Virgen del Rosario

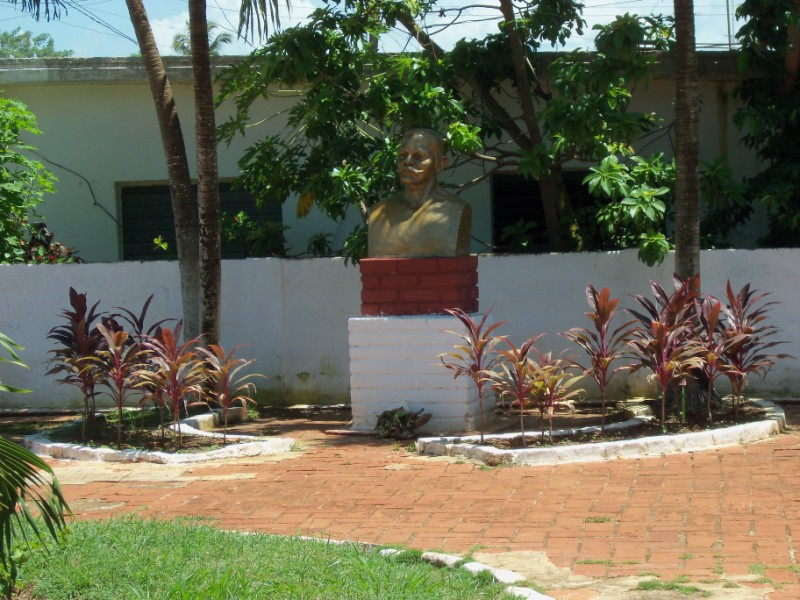
Monumento a Antonio Maceo a su paso por tierras meleneras

El Municipio se encuentra dividido en cinco Consejos Populares: el de la cabecera municipal de igual nombre; el de Guara, que es un pueblo cercano a la cabecera municipal cuya historia está muy ligada también a la de Melena del Sur; el Consejo de Mañalich, donde existió un central azucarero en el que se procesaba la caña de azúcar que fuera cosechada en toda la región y cuya principal producción (el azúcar) era destinada para la exportación debido a su calidad de grano; constituyó además, la principal fuente de empleo de los pobladores de Melena a lo largo de la historia hasta su desaparición. Monte-Zapote y Lechuga son los otros dos consejos populares que componen el municipio.

## Detalles de su fundación
La fundación de Melena de Sur, data de los primeros años de la segunda mitad del siglo XVIII. En 1768 se originó su fundación en terrenos de la llanura de Güines, en el Corral «San Juan de Melena». El 14 de enero de 1878 fue creado el Ayuntamiento de Melena del Sur, y reorganizado en el año de 1899.

## Geografía

### Geomorfología

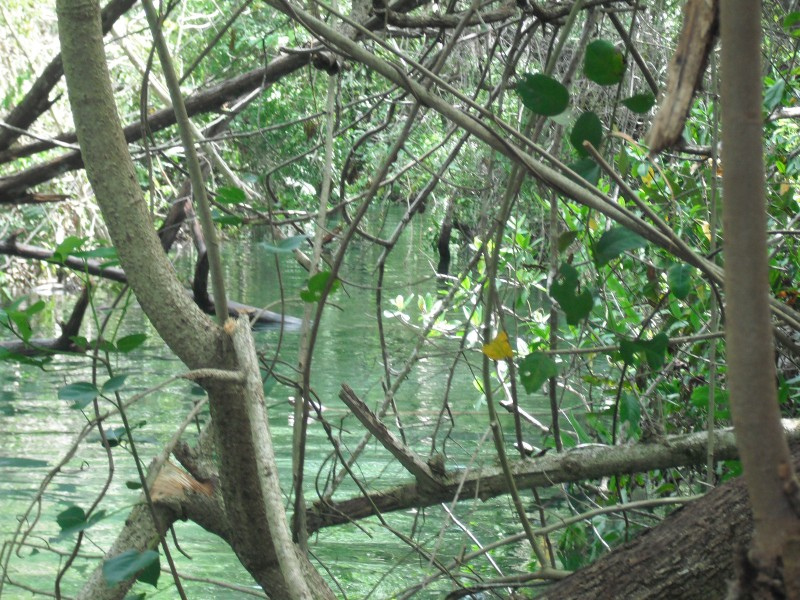
Arbustos de mangle

El Municipio se desarrolla en la llanura cársica meridional Habana-Matanzas teniendo al norte el anticlinal Bejucal-Madruga Limonar. Es un territorio predominante de llanura abrasiva desnudativa en su parte Central y lacuro pelustre en la zona litoral, no presenta afloramiento calizo de importancia detectándose únicamente pequeños bloques calcarios en superficie.
En general el municipio presenta un relieve uniforme donde no existen elevaciones que superen 15 m de altura desde el nivel del mar.
La costa de esta zona tiene una extensión de aproximadamente más de 6 kilómetros y posee características abrasevo-acumulativa con litorales bajos. En la desembocadura del Río Mayabeque se presentan playas bajas arenosas, lagunas laterales, ciénagas costeras y manglares.

### Hidrografía
La región hidrogeológica Artemisa, Bolondrón, Aguada de Pasajeros se extiende bajo este municipio, de la cual se atrae principalmente el agua utilizada en la atención a los cultivos.
En la porción sur se presentan brotes de agua subterránea que provocan la cenagacidad de las costas en cuyos fondos se acumulan desechos orgánicos que dan origen a la turba. En realidad la red hidrográfica de Melena del Sur presenta un buen desarrollo con cauces aunque estacionarios, bien definidos.

### Tipos de Suelo
La región de Melena del Sur, es una zona de estructuras deprimidas. Es geosinclinal en su parte meridional con condimentos carbonatados de yacensia suaves, presenta suelos ferralíticos rojos y amarillentos, predominantes los primeros.
Son estos suelos de alta productividad de color rojo fundamentalmente ricos en caolinitas y arcillas.

## Flora

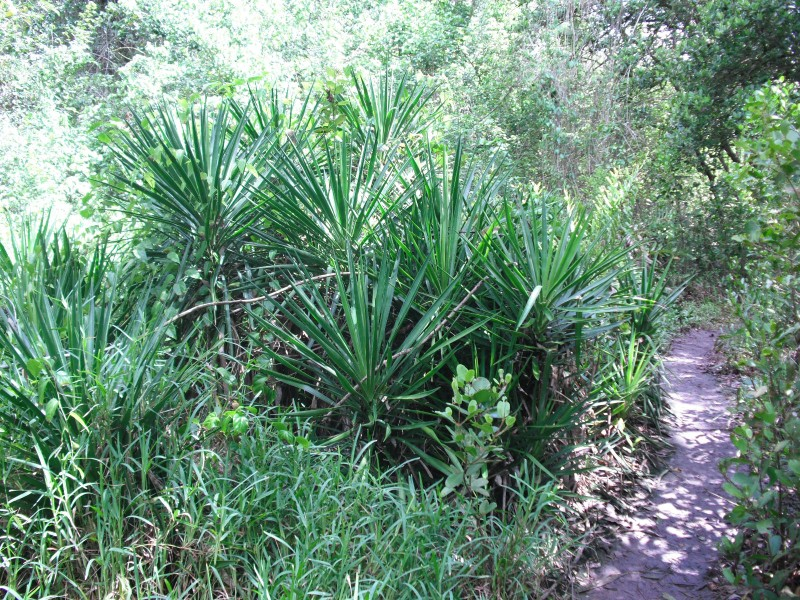
Vegetación costera.

Por ser Melena del Sur un municipio de economía basada en el cultivo agrícola, la vegetación es fundamentalmente de Sabana, aunque existen también sabanas secundarias con bosques que puedan llegar a ser estacionales.

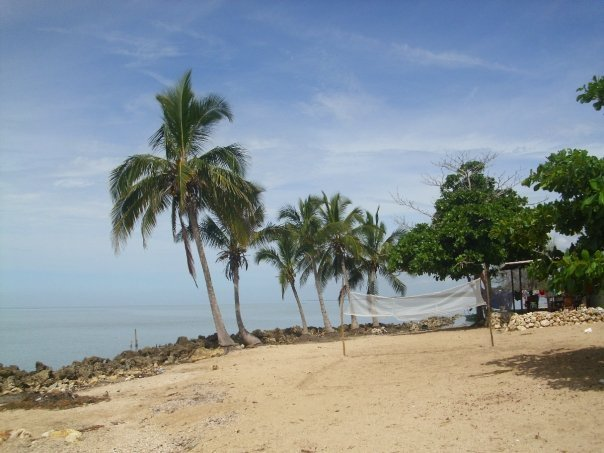
Árboles de coco y de almendra a orillas de la playa

Hacia el sur se desarrollan bosques de mangles y bosques de mudación estencional típico en casi todo el litoral sur de las provincias Mayabeque y Artemisa, así como partes de Pinar del Río y Matanzas, se destaca la existencia de mangle rojo o colorado, palma real, palma cana y patalan.
La vegetación es principalmente herbácea con algunos arbustos y muy pocos árboles.

## Gobierno y lazos de hermandad
En el Órgano Local del Poder Popular Municipal se encuentra la dirección de Gobierno de la localidad y está integrado por varias dependencias que rinden información sobre el desarrollo de labores como la economía, los servicios, el deporte, la cultura, recreación, etc. Mantienen relaciones de solidaridad con el Ayuntamiento de La Oliva de España quienes acuden a la isla a dar su apoyo en diferentes tareas junto a la población.

## División administrativa

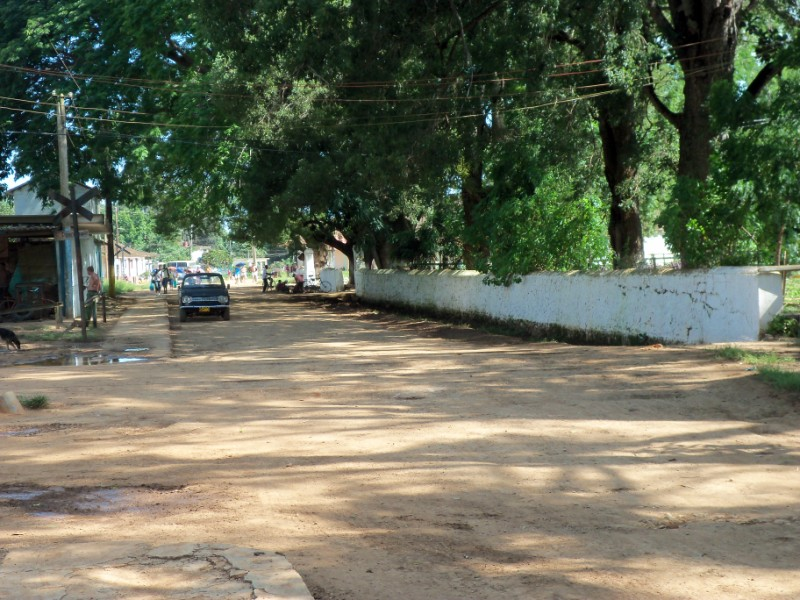
Consejo Popular Mañalich

El municipio se encuentra dividido en 5 consejos populares que reciben sus nombres de las poblaciones más importantes, estos son: Melena del Sur, Mañalich, Guara, Lechuga y Monte-Zapote. Su población supera los 20 000 habitantes de los que cerca de la mitad viven en la cabecera municipal.

## Historia
Artículo principal: HISTORIA DE MELENA DEL SUR

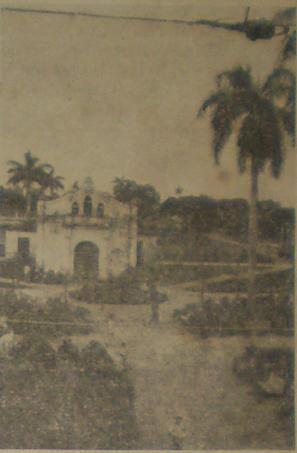
Foto del Parque de Melena en el año 1937

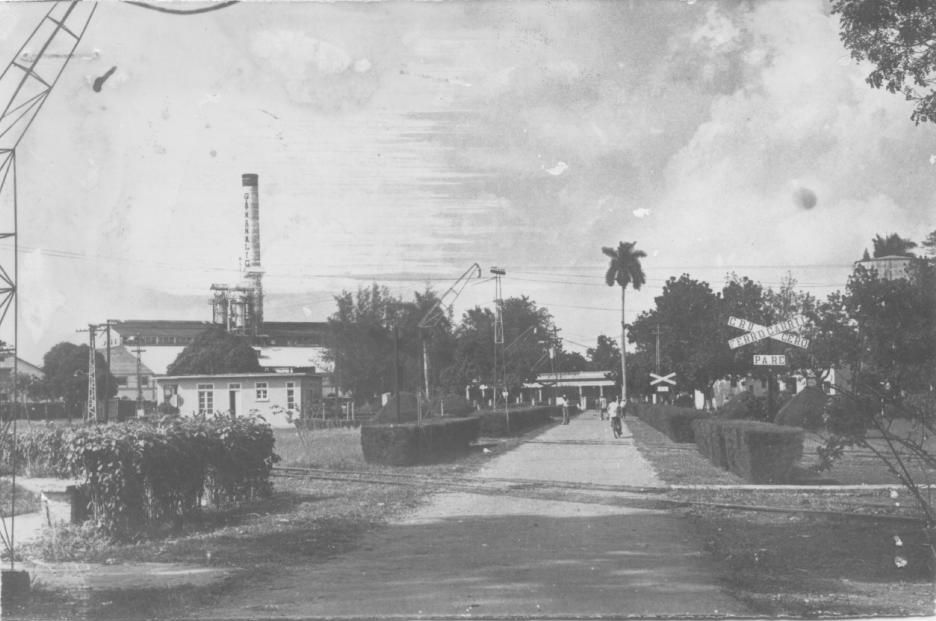
Vista de la Entrada al antiguo Central Mercedita, post triunfo de la Revolución Cubana se llamaría Gregorio Arlee Mañalich, en la actualidad solo quedan sus cimientos

Su fundación data de los primeros años de la segunda mitad del siglo XVIII. En 1768 se originó su fundación en terrenos de la llanura de Güines, en el Corral «Melena del Sur» o «San Juan». El 14 de enero de 1878 fue creado el Ayuntamiento de Melena del Sur, y reorganizado en el año de 1899.
Fundación del Pueblo de Melena
Melena de Sur, cuyo verdadero genitivo no fue otro que el de San Juan de Melena, debe su origen, tras de múltiples, diversos, anteriores acontecimientos, a la obtención, por parte de una familia apellidada López Arcos, de una hacienda que, a principios de la mitad del siglo XVII, le fue mercedada por el Excelentísimo Ayuntamiento de La Habana, en los terrenos cedidos por el Rey Felipe IV a los indios llamados «naturales de Guanabacoa», por ser así que dichas tierras, correspondientes a la jurisdicción municipal de esta última villa, se habían al efecto destinado a la concentración en ellas de los últimos diezmados restos de la primitiva raza Siboney. Quedó el incipiente caserío desde entonces dentro de la demarcación jurisdiccional de Guanabacoa, aunque al dictarse la Real Cédula del Rey Fernando VII de fecha 25 de agosto de 1775, por la cual se creaba el ayuntamiento de Santiago de Compostela de las Vegas, pasó Melena a formar parte de su jurisdicción.
Alguna mejora, sin embargo, debió operarse por aquella época llamado "cuartón de Melena", para que mereciese, por parte del Ayuntamiento de su nueva cabecera, la creación de la Capitanía de su partido, como la obtuvo en 1795, a cuyo frente púsose a D. Francisco Estévez, que residía en Batabanó, —cuatro leguas al S.O. de este poblado—, donde desempeñaba igual empleo.
Habiendo pertenecido en su principio a la jurisdicción del Excmo. Ayuntamiento de La Habana, y anexado posteriormente al de Guanabacoa, integró Melena después, el territorio de Santiago de las Vegas. Por espacio de más de medio siglo perteneció a este último municipio, sin que en verdad obtuviese gran ventaja en su justo y natural empeño de progreso.
Ya en 1815 obtiene Güines su municipal independencia, tras cruentas y continuadas luchas, gracias a las positivas influencias del benemérito cubano D. Francisco de Arango y Parreño, que en tierras de Güines poseía su ingenio llamado «La Ninfa», y a la jurisdicción de este término, en 1841, quedan anexados, tanto Melena como Guara. Hasta entonces, no cabe dudas decir que cúpole a Melena arrastrar vida demasiado lánguida, por cuanto dado el general estado del país, su evolución, aunque indudable, era en extremo lenta. Fue bajo el amparo de la nueva cabecera que se le dotara, en sus primeros tiempos, de una escuela pública para niños blancos, costeada, desde luego, por el propio municipio güinero; que en 1862 se creara el Juzgado Municipal, a cuyo frente colocáronse a dos vecinos, influyente y rico el uno, como juez de paz, —D. Luis de la Peña, catalán—, culto, honrado y probo el otro, como secretario, -D. José Morejón Hernández, cubano- y con la siempre eficasísima y continua ayuda de sus propugnadores habitantes, enrajonáronse las cuatro únicas calles, construyose por una parte de la más pudiente del vecindario, el llamado desde entonces Pozo Público, —actual Acueducto propiedad del Municipio—, etc. Con lo que sería ingrato gesto silenciar que adquiría Melena, bajo el dominio municipal de aquella villa, civilizado aspecto de verdadera población.

### Personalidades de Melena a través del tiempo

#### 1800

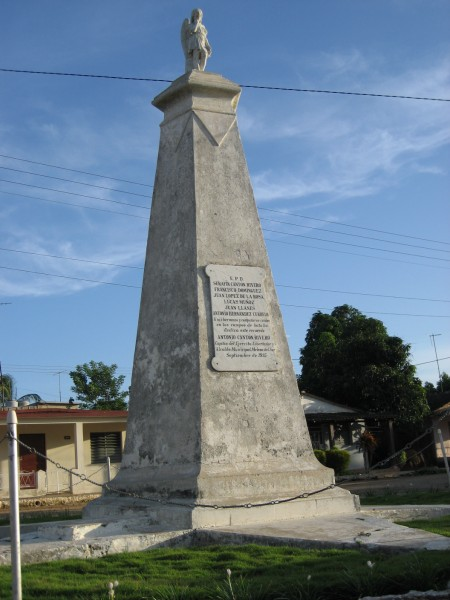
Mausoleo

- Serafín Cantón
- Lucas Muñoz
- Francisco Domínguez
- Juan López de la Rosa
- Juan Llanes
- Antonio Hernández Curbelo

#### 1900
- Gregorio Arlee Mañalich
- Rogelio Perea Suárez
- Alberto Herrera Prado
- Eulalio García Rodríguez
- Simón Rodríguez
- Reinaldo Lago González
- Antonio Álvarez Gil. Escritor cubano-sueco nacido en Melena del Sur (provincia de Mayabeque), el 12 de febrero de 1947. Reside en Estocolmo (Suecia) desde 1994. Ha publicado cuentos y artículos en España, Italia, Suecia, Estados Unidos e Hispanoamérica. Es miembro de la Asociación de Escritores de Suecia.
- Adolfo Alfonso.Destacado promotor de la música cubana que nace el 8 de julio de 1924. Huérfano de padre desde los 2 años y es descendiente de una familia campesina pobre.

"No hay que ser campesino, sino gustarle el género y poder expresarlo"
Adolfo Alfonso

- José R. Curras Regalado
- José Cabrera Díaz
- Gregorio Delgado Fernández

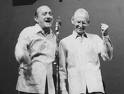
Adolfo Alfonso (a la izquierda) y Justo Vega

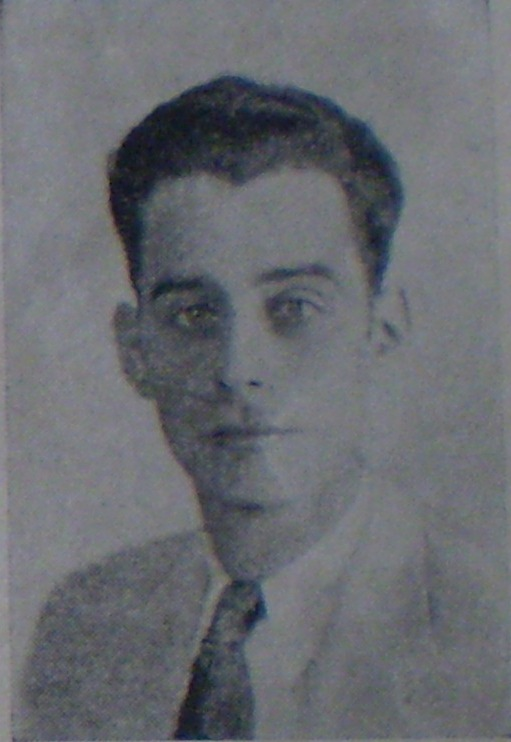
Gregorio Delgado Fernández

Nace en Batabanó el 8 de abril de 1903 y muere en Melena del Sur el 6 de julio de 1964. Miembro de la Academia de Historia de Cuba y de la Academia de Historia de Perú. Colabora con numerosas revistas como Bohemia y Cúspide. Por su libro José Maceo obtiene el segundo Premio Nacional de Literatura.
- Manuel Mirabal
- José Ricardo Fresneda
- Gregorio Delgado García

Destacado historiador cubano. En la actualidad es Vicepresidente de las Sociedades Cubanas de Historia de la Medicina y de Historia de la Ciencia y la Tecnología. Es miembro de las Sociedades de Historia de la Medicina de Bulgaria, Bolivia, Seattle, EUA, entre otras. Es profesor invitado del Departamento de Historia y Filosofía de la Medicina de la Universidad Nacional Autónoma de México.
- Félix Muñoz Gilbart
- Máximo Zertucha Ojeda

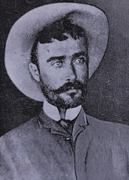
Máximo Zertucha Ojeda

Médico y ayudante personal de Antonio Maceo, tuvo que soportar toda su vida la imputación de ser el responsable de la muerte del Titán de Bronce. Ochenta años después del combate de San Pedro.
Nace en Ciudad de La Habana, el 18 de noviembre de 1855. Cursó el bachillerato en el Instituto de Segunda Enseñanza de la propia ciudad, y en la Universidad Nacional comenzó los estudios de Medicina que concluyó en México, cuyo título revalidó en La Habana en enero de 1879. En los primeros días de su presentación, Zertucha se radicó en La Habana, y poco después

#### 2000
- Alberto Rojas Martínez

## Religión y hermandad
Artículo principal: RELIGIÓN EN MELENA DEL SUR

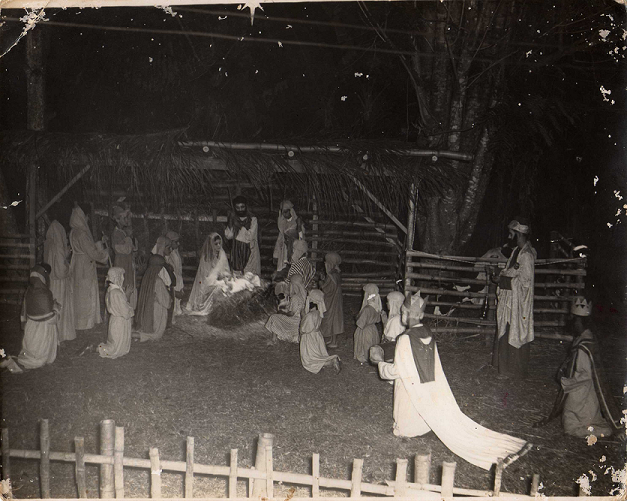
Representación del Nacimiento de Jesús por pobladores del Batey del Central Mañalich

El desarrollo de diferentes formas de religión desde la antigüedad han llegado de un modo u otro a cada rincón del planeta, Melena del Sur no ha sido ajena a ello.
La Iglesia católica ha sido a lo largo de los años la religión predominante en el municipio pero existen otras manifestaciones religiosas que forman parte de la idiosincrasia de los habitantes de este municipio como la Iglesia Bautista, Misionera de Dios, Adventistas del Séptimo Día y Pentecostal entre otras.

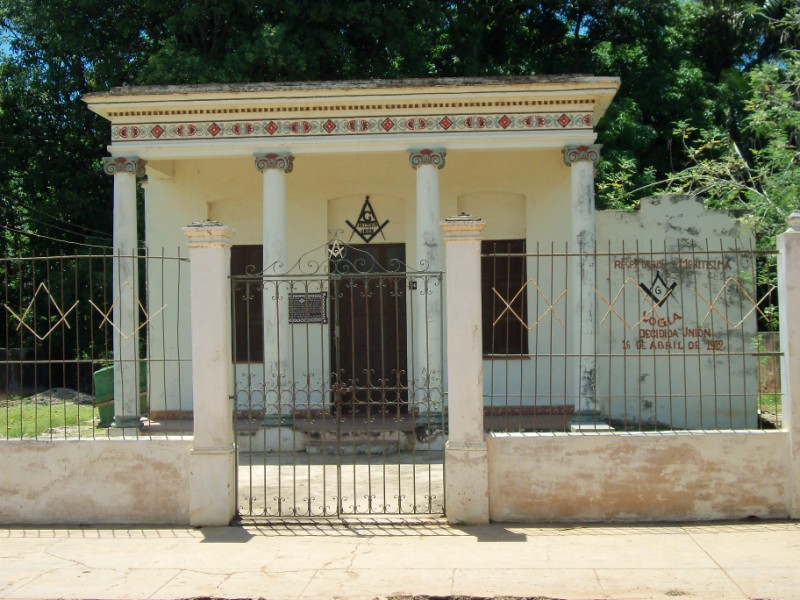
Logia Masónica

## Tradiciones y festividades
- Cada 25 de diciembre se celebra en el Antiguo Club Merceditas —hoy Casa del Azucarero— el tradicional Baile del Danzón donde concurren personas de todas las edades y territorios aledaños a disfrutar de estos bailes de salón en los que: además de los más entrados en años, se suman otros más jóvenes que se inician en este baile tradicional cubano.

- Las fiestas populares del municipio es un punto de encuentro para meleneros presentes y ausentes a las cuales asisten a ofrecer su música agrupaciones y artistas invitados a la vez que se combina esta actividad con diferentes ofertas gastronómicas.

- Las fiestas de Semana Santa, tienen fechas variables, según el calendario eclesiástico, comenzando el domingo de Ramos y concluyendo el domingo de Resurrección.

- En ocasiones se hacen bautizos masivos en la Iglesia en la mañana.

## Educación

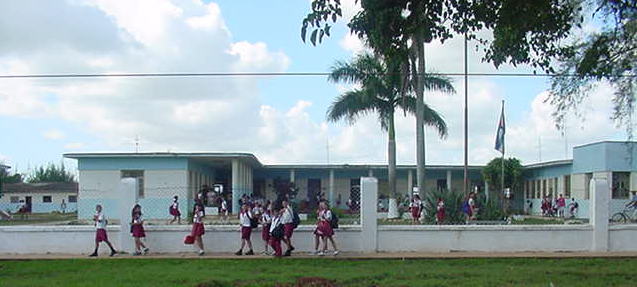
Escuela Primaria "Rogelio Perea Suárez".

En el orden de la Educación se han realizado cambios estructurales en el pasado 2010, las escuelas politécnicas Pedro Soto Alba y Rogelio Perea Suárez han sido fusionadas y ahora ambas radican en lo que antes fuera el IPUEC República de Güinea, la Escuela de formación de Maestros Emergentes República de Hungría dejó de graduar a estudiantes en esta especialidad y ahora ocupan sus aulas los estudiantes del Instituto Preuniversitario Vocacional de Ciencias Exactas Félix Varela pues la escuela que antes ocupaban a pesar de ser una edificación de corta edad presenta problemas que necesitan de una restauración.

Para la educación secundaria han sido destinados además del local que ocupa la ESBU Frank País, la edificación del antes Politécnico Rogelio Perea en el Consejo Popular de Mañalich y el Centro Escolar Alberto Montes en Guara a fin de evitar el traslado de estudiantes al centro del municipio, de este modo los estudiantes de esta categoría educacional que son varios asisten en su propia localidad a las aulas. Los estudiantes de la antigua Escuela Primaria Camilo Cienfuegos se unieron con los de la enseñanza secundaria en los edificios que ocupaba el IPOL Rogelio Perea y se comenzó a utilizar las áreas de Camilo Cienfuegos para los estudiantes de la Escuela de Oficios de Melena. Los estudiantes de las sedes universitarias municipales se han reincorporado nuevamente a las instituciones provinciales al impartirse estas especialidades directamente en la provincia.

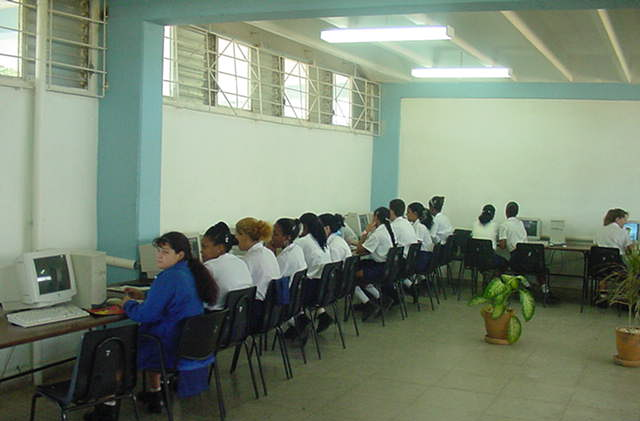

En cada aula de los diferentes centros de enseñanza se encuentra ubicado un equipo de Televisión para poder impartir a través de este medio las teleclases a los diferentes estudiantes. Además, cada escuela cuenta con al menos un Laboratorio de Computación para reforzar el sistema de enseñanza de los educandos.
También está ubicado en este municipio uno de los Institutos Preuniversitarios Vocacionales de Ciencias Exactas, IPVCE Feliz Varela, antiguamente ubicado en la carretera de la Playa Mayabeque, entre el Zapote y la Luisa, ahora lo han cambiado de sitio y de nombre.

## Salud Pública
La Salud Pública cuenta con la existencia de un Hogar Materno donde se da atención a las embarazadas que presentan problemas durante el embarazo, una sala de Fisioterapia, un Policlínico con equipamiento para realizar ultrasonidos, Rayos "X", un laboratorio clínico, una pequeña sala de recuperación para pacientes que por sus necesidades deban estar un breve tiempo encamados, además de una sala de cuidados intensivos equipada con moderna tecnología para estos fines.
El Policlínico Municipal presta servicios de guardia médica las 24 horas del día al igual que los servicios de laboratorio y Rayos "X" y cuidados intensivos. La unificación de la Central de Ambulancias del Municipio con la Red Provincial ayuda a garantizar un mejor servicio en la atención a las urgencias.

## Economía
La economía del municipio es casi en su totalidad Agrícola integrada por la Empresa de Cultivos Varios, seguida de las UBPC, CPA y CCS que la integran y además de la Unidad de prodducción Agropecuaria Gregorio Arlee Mañalich cuya dedicación es tan solo al desarrollo agropecuario al igual que las UBPC, CPA y CCS que la integran. Existen granjas dedicadas a la ceba de animales de corral como son aves, cerdos, pavos, etc. y se intensifica la cría de ganado vacuno por parte de otras instituciones del Estado.

## Esparcimiento
Para el disfrute y esparcimiento de sus habitantes la Dirección de Cultura cuenta con Bibliotecas dispersas por las diferentes localidades del municipio, así como con una Casa de la Cultura, el Museo y una Galería de Arte.

### Período Vacacional

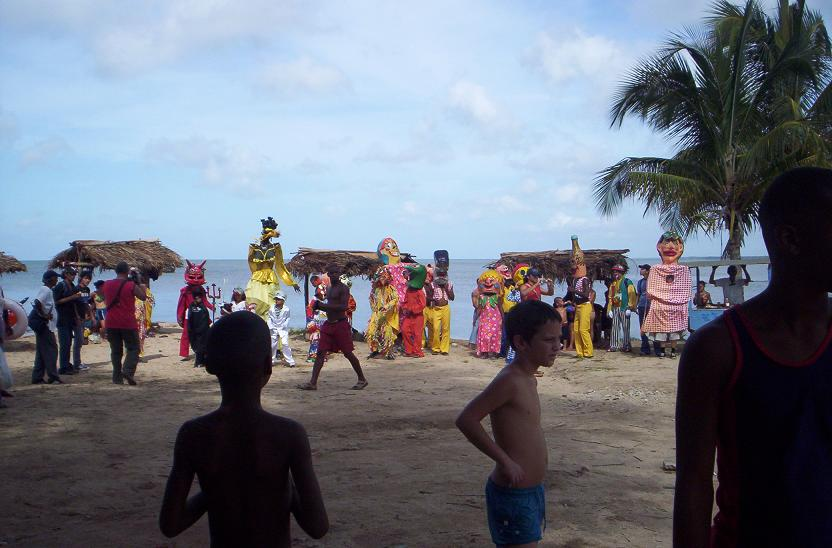
Actividades por el inicio de la temporada de verano en la Playa Mayabeque

En la zona de la playa solo habitan de manera permanente pocos pobladores, entre ellos algunos son pescadores pues por lo general es una zona de recreo y esparcimiento.
En la temporada de vacaciones, durante los meses de julio y agosto, se trasladan a esta playa una gran cantidad de personas en busca del disfrute de sus aguas en compañía de familiares y amigos. El inicio de la temporada vacacional es marcado por actividades de inauguración organizadas por la dirección del Gobierno en la localidad.
Es de gran aceptación por los visitantes de esta playa el disfrute de las frías aguas del Río Mayabeque ya sea para refrescar del calor del verano o para compartir en parejas o grupos de amigos a orillas de este río.
Entre las actividades que brindan, se ofrece en horarios nocturnos actividades bailables para el disfrute de todos en un área especialmente preparada para estos fines.  Existe además, una variada oferta gastronómica la cual es ofrecida por entidades del estado y particulares debidamente acreditados para ello con lo cual satisface las necesidades de muchos de los que visitan el lugar.